# Eliminator (videogioco 1988)
Eliminator è un videogioco di tipo sparatutto a scorrimento fantascientifico, pubblicato da Hewson nel 1988 per i computer Amiga, Amstrad CPC, Atari ST, Commodore 64 e ZX Spectrum. Il design del programma è di John Phillips, già noto per Nebulus e Impossaball.

## Modalità di gioco
Il giocatore controlla la navicella Eliminator che avanza fluttuando lungo una strada futuristica con la superficie disegnata a griglia, mostrata con visuale tridimensionale in prospettiva. L'Eliminator viaggia a velocità costante e il giocatore può solo muoverla a destra e sinistra rispetto alla griglia; la strada presenta curve e saliscendi, ma si rimane automaticamente al suo interno.
Lungo il percorso si incontrano diversi tipi di alieni mobili, che arrivano a ondate, e ostacoli fermi da aggirare o distruggere.
La navicella è dotata di scudi che le permettono di sopportare diversi colpi degli avversari, e che si ricaricano da soli col passare del tempo, ma in caso di scontro diretto contro un avversario o ostacolo si perde direttamente una vita.
Occasionalmente sono presenti delle rampe che, passandoci sopra, permettono di fare dei salti al di sopra di qualsiasi ostacolo.
In alcuni tratti si entra dentro delle gallerie, che hanno il soffitto costituito anch'esso da una strada; tramite le rampe l'Eliminator può saltare sul soffitto e continuare a correre su di esso, capovolta.
Sei diversi tipi di armi e relative munizioni si possono ottenere raccogliendo power-up, ed è possibile selezionare quale arma utilizzare tra quelle accumulate, ma in caso di perdita di una vita si perde anche l'ultima arma ottenuta. Oltre al semplice cannone iniziale si possono ottenere cannone doppio, cannone laterale, bombe rimbalzanti, cannone a doppio e triplo rateo di fuoco (questi ultimi hanno anche maggiore consumo di munizioni).